# Laure Gauthreau
Laure Gauthreau, née le 22 mai 1969, est une joueuse française de water-polo.

## Carrière
Avec l'équipe de France féminine de water-polo avec laquelle elle compte 131 sélections, Laure Gauthreau est médaillée de bronze aux Championnats d'Europe 1987 et aux Championnats d'Europe 1989.